# Heathen Chemistry
Heathen Chemistry é o quinto álbum de estúdio da banda britânica Oasis, lançado em 2002.
Com seu quinto álbum de estúdio, Heathen Chemistry, a banda abandona as experimentações psicodélicas do seu álbum anterior Standing on the Shoulder of Giants por um tom mais rock and roll. A produção do álbum foi assinada pela banda e todos os membros, com exceção do baterista Alan White, contribuíram com composições para o álbum, assim significando o fim da dominação de Noel Gallagher nas composições. Na época das gravações, a banda optou por fazer um álbum que fosse o oposto do superproduzido Be Here Now, um álbum mais simples e direto.
O álbum alcançou o primeiro lugar nas paradas do Reino Unido e 23º lugar nos Estados Unidos. Vendeu mais de 4,5 milhões de cópias mundialmente.

## Faixas
Todas as músicas por Noel Gallagher exceto onde anotado.
1. "The Hindu Times" – 3:48
2. "Force of Nature" – 4:54
3. "Hung in a Bad Place" (Gem Archer) – 3:31
4. "Stop Crying Your Heart Out" – 5:05
5. "Songbird" (Liam Gallagher) – 2:10
6. "Little By Little" – 4:55
7. "A Quick Peep" (Andy Bell) – 1:19
8. "(Probably) All in the Mind" – 4:04
9. "She Is Love" – 3:11
10. "Born on a Different Cloud" (L. Gallagher) – 6:11
11. "Better Man" (L. Gallagher) – 38:03

## Paradas musicais
| País/Parada (2002)                    | Melhor posição |
| ------------------------------------- | -------------- |
| Austrália (ARIA)                      | 4              |
| Áustria (Ö3 Austria Top 40)           | 4              |
| Bélgica (Ultratop Flandres)           | 25             |
| Bélgica (Ultratop Valônia)            | 8              |
| Canadá (Billboard)                    | 5              |
| Dinamarca (Hitlisten)                 | 8              |
| Países Baixos (Dutch Charts)          | 32             |
| Europa (European Top 100 Albums)      | 2              |
| Finlândia (Suomen virallinen lista)   | 5              |
| França (SNEP)                         | 8              |
| Alemanha (Offizielle Deutsche Charts) | 4              |
| Hungria (MAHASZ)                      | 39             |
| Irlanda (IRMA)                        | 1              |
| Itália (FIMI)                         | 2              |
| Japão (Oricon)                        | 3              |
| Nova Zelândia (RMNZ)                  | 16             |
| Noruega (VG-lista)                    | 3              |
| Polónia (ZPAV)                        | 27             |
| Escócia (Official Scottish Albums)    | 1              |
| Espanha (PROMUSICAE)                  | 12             |
| Suécia (Sverigetopplistan)            | 2              |
| Suíça (Schweizer Hitparade)           | 1              |
| Reino Unido (UK Albums Chart)         | 1              |
| Estados Unidos (Billboard 200)        | 23             |

## Créditos
- Liam Gallagher – vocal
- Noel Gallagher – guitarra, vocal de apoio
- Gem Archer – guitarra
- Andy Bell – baixo
- Alan White – bateria